# マーティン郡 (インディアナ州)
マーティン郡（英: Martin County）は、アメリカ合衆国インディアナ州の南西部に位置する郡である。2010年国勢調査での人口は10,334人であり、2000年の10,369人から0.3%減少した。郡庁所在地はショールズ町（人口756人）であり、同郡で人口最大の都市はルーグーティ市（人口2,751人）である。
マーティン郡は2006年4月2日に一旦中部標準時に移行したが、東部標準時に戻す請願が起こり、他の同様に移行した5郡も続いた。2007年11月4日には東部標準時に戻した。

## 歴史
マーティン郡は1820年にデイビーズ郡とデュボイス郡の一部を合わせて設立された。郡名はケンタッキー州ニューポート出身のジョン・T・マーティン少佐に因んで名付けられた。

## 地理
アメリカ合衆国国勢調査局に拠れば、郡域全面積は340.41平方マイル (881.7 km2)であり、このうち陸地335.74平方マイル (869.6 km2)、水域は4.67平方マイル (12.1 km2)で水域率は1.37%である。
マーティン郡の土地の大半はアメリカ合衆国政府が所有している。約3分の1はアメリカ海軍地上戦センター・クレーン部に属し、約4分の1はフージャー国立の森に入っている。

### 主要高規格道路
| - 州間高速道路69号線（建設中） - アメリカ国道50号線 - アメリカ国道150号線 | - アメリカ国道231号線 - インディアナ州道450号線 - インディアナ州道550号線 |

### 隣接する郡
- グリーン郡 - 北
- ローレンス郡 - 東
- オレンジ郡 - 南東
- デュボイス郡 - 南
- デイビーズ郡 - 西

### 国立保護地域
- フージャー国立の森（部分）

## 気候と気象
近年、郡庁所在地であるショールズ町の平均気温は1月の19°F (-7 ℃) から7月の86°F (30 ℃) まで変化している。過去最低気温は1994年1月に記録された-23°F (-31 ℃) であり、過去最高気温は1954年7月に記録された104°F (40 ℃) である。月間降水量は2月の2.92インチ (74 mm) から5月の5.60インチ (142 mm) まで変化している。

## 郡政府
郡政府は憲法による政体であり、インディアナ州憲法とインディアナ州法典によって特別の権力を認められている。

### 郡政委員会
郡政委員会は郡政府の立法府であり、郡の歳出や歳入を管理している。委員は郡内の選挙区から選出され、任期は4年間である。給与、年間予算、特別支出を設定する責任がある。郡レベルで所得税や資産税、消費税、サービス税を課する限定付き権限があるが、所得税と資産税は州の承認を要する。

### 行政委員会
行政委員会は郡政府の行政府である。委員は郡全体を選挙区に選出され、任期は4年間で2年毎に半数が改選される。委員の一人、通常は最も経験のある者が議長になる。行政委員会は郡政委員会が決めた法を実行し、税金を集め、郡政府の日々の機能を管理する責任がある。

### 郡裁判所
郡は幾らかの民事訴訟を扱うことのできる小規模裁判所を維持している。判事は4年間任期で選出され、インディアナ州法廷弁護士協会の会員でなければならない。判事を補助するのがコンスタブルと呼ばれる法執行官であり、やはり4年間任期で選出される。特定の事件における判決に対しては、州レベルの巡回裁判所に控訴できる。

### 郡政府役人
上記以外に、保安官、検視官、監査官、財務官、登記官、測量師および巡回裁判所事務官が選挙で選ばれている。任期は4年間であり、郡政府の異なる部門を監督している。郡政府に選ばれる役人は支持政党を公にすることが求めら、また郡の住人でなければならない。
マーティン郡はアメリカ合衆国下院議員インディアナ州第8選挙区に属している。インディアナ州議会上院では第48選挙区に属しており、下院では第62および第63選挙区に属している。

## 人口動態
以下は2000年の国勢調査による人口統計データである。
| 基礎データ - 人口: 10,369人 - 世帯数: 4,183 世帯 - 家族数: 2,877 家族 - 人口密度: 12人/km2（31人/mi2） - 住居数: 4,729軒 - 住居密度: 5軒/km2（14軒/mi2） 人種別人口構成 - 白人: 98.93% - アフリカン・アメリカン: 0.15% - ネイティブ・アメリカン: 0.12% - アジア人: 0.14% - 太平洋諸島系: 0.03% - その他の人種: 0.11% - 混血: 0.52% - ヒスパニック・ラテン系: 0.41% 先祖による構成 - アメリカ人：35.4% - ドイツ系：24.3% - アイルランド系：13.0% - イギリス系：7.9% | 年齢別人口構成 - 18歳未満: 25.2% - 18-24歳: 7.4% - 25-44歳: 27.5% - 45-64歳: 25.6% - 65歳以上: 14.2% - 年齢の中央値: 38歳 - 性比（女性100人あたり男性の人口） - 総人口: 102.5 - 18歳以上: 100.2 世帯と家族（対世帯数） - 18歳未満の子供がいる: 31.6% - 結婚・同居している夫婦: 56.5% - 未婚・離婚・死別女性が世帯主: 8.2% - 非家族世帯: 31.2% - 単身世帯: 27.6% - 65歳以上の老人1人暮らし: 12.3% - 平均構成人数 - 世帯: 2.45人 - 家族: 3.00人 収入と家計 - 収入の中央値 - 世帯: 36,411米ドル - 家族: 43,550米ドル - 性別 - 男性: 31,200米ドル - 女性: 21,732米ドル - 人口1人あたり収入: 17,054米ドル - 貧困線以下 - 対人口: 11.2% - 対家族数: 8.1% - 18歳未満: 14.0% - 65歳以上: 11.8% |

## 郡区
マーティン郡は下記6つの郡区に分割されている。
- センター
- ハルバート
- ロストリバー
- ミッチェルツリー
- ペリー
- ラザフォード

## 都市と町
- クレーン（町）
- ルーグーティ（市）
- ショールズ（町） - 郡庁所在地

## 教育
| 学校             | 種類 | 生徒数 | マスコット     | スクールカラー | 州高校競技クラス | 加入カンファランス |
| ---------------- | ---- | ------ | -------------- | -------------- | ---------------- | ------------------ |
| ルーグーティ高校 | 公立 | 325人  | ライオン       |                | A                | ブルーチップ       |
| ショールズ高校   | 高校 | 223人  | ジャグロックス |                | A                | ブルーチップ       |